# Aneides flavipunctatus
Aneides flavipunctatus es una especie de salamandras en la familia Plethodontidae. Es endémica de América del Norte. Su hábitat natural son los bosques templados y praderas templadas.
Está amenazada de extinción debido a la destrucción de su hábitat.